# Doopsgezinde kerk (Workum)
De doopsgezinde kerk (ook Vermaning) van Workum is een kerkgebouw in de Nederlandse provincie Friesland. Het kerkgebouw en de kosterswoning zijn erkend als rijksmonument.

## Geschiedenis
De doopsgezinde ideeën vonden in Workum en omstreken al vroeg in de 16e eeuw weerklank. Aanvankelijk werd vooral gepreekt in de omgeving van Workum. Er ontstond in de loop van de 16e eeuw in Workum zelf een grote doopsgezinde gemeenschap, die tot 1650 verdeeld was in twee groeperingen en die gescheiden van elkaar kerkdiensten belegde. Vanaf 1650 werd de verdeeldheid overwonnen. Een oude zoutkeet werd als kerk ingericht. Op het eind van de 17e eeuw - in 1694 - werd de huidige kerk gebouwd, een eenvoudige schuurkerk op een vierkant grondplan. Als schuilkerk werd dit gebouw niet direct aan de Noard, maar meer naar achteren gebouwd. Vanaf 1744 kreeg de Workumse gemeenschap de beschikking over een eigen predikant. Voor de kerk werd aan de Noard 102 een kosterswoning met een klokgevel gebouwd. Met schuttingen werd de kerk in die periode vanaf de straatzijde verder aan het oog onttrokken. Om voldoende zitruimte te verkrijgen werden er drie dubbele galerijen in de kerk aangebracht. De kerk werd in de jaren 1956/1957 gerestaureerd.
Het eenklaviers kerkorgel met elf registers en aangehangen pedaal is in 1912 gebouwd door de Leeuwarder orgelbouwers L. van Dam & Zn. In 2004 werd het orgel gerestaureerd door Bakker & Timmenga.

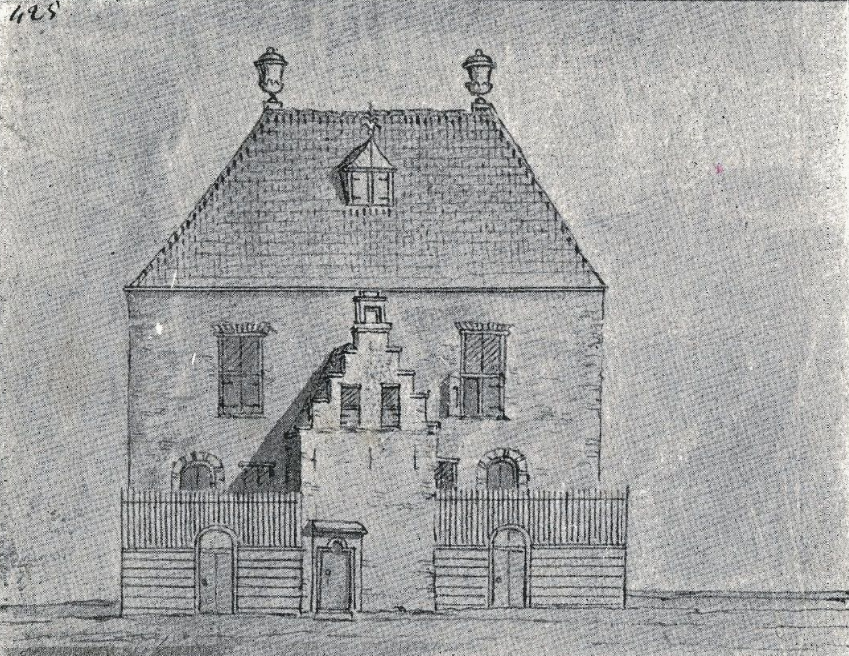
De Doopsgezind Vermaning van Workum op een prent uit 1694, het jaar van de bouw